# Shira Haas
Shira Haas (in ebraico: שירה האס; Tel Aviv, 11 maggio 1995) è un'attrice israeliana.

## Biografia
Shira Haas è nata nel 1995 a Tel Aviv, in Israele, da una famiglia ebrea. I suoi genitori, entrambi sabra, sono di origine polacca, ungherese e ceca. Suo nonno, sopravvissuto all'Olocausto, era stato imprigionato nel campo di concentramento di Auschwitz durante la seconda guerra mondiale. All'età di un anno si trasferì con i suoi genitori a Hod HaSharon, dove trascorse i primi anni di vita. All'età di tre anni, Haas ha contratto un cancro del rene da cui si è ripresa all'età di cinque anni dopo una serie di duri trattamenti.
All'età di 14 anni, iniziò ad esibirsi in vari spettacoli teatrali al Cameri Theater, come Ghetto e Richard III. Ha fatto il suo debutto televisivo nel 2013 con il ruolo di Ruchami Weiss nella serie drammatica Shtisel. Haas ha studiato teatro alla Thelma Yellin High School of the Arts di Giv'atayim, prima di completare un breve servizio per le forze di difesa israeliane. All'età di 16 anni ottiene il suo primo ruolo cinematografico da protagonista nel film Princess, per cui ha vinto il premio come miglior attrice al Jerusalem Film Festival e ottiene una candidatura come miglior attrice all'Israeli Academy Award. Partecipa in tutte e tre le stagioni della serie Netflix Shtisel, sugli ebrei Haredìm (Ultraortodossi) tratta da un best seller, una raccolta di racconti provenienti da vita reale.
Haas ha ottenuto il suo primo ruolo internazionale nel film Sognare è vivere, debutto alla regia di Natalie Portman, e ha recitato al fianco di Jessica Chastain nel film drammatico La signora dello zoo di Varsavia. Ha ottenuto la sua seconda candidatura all'Israeli Academy Award come migliore attrice non protagonista per Foxtrot - La danza del destino, film che stato selezionato per rappresentare Israele ai premi Oscar 2018 nella categoria Oscar al miglior film in lingua straniera.

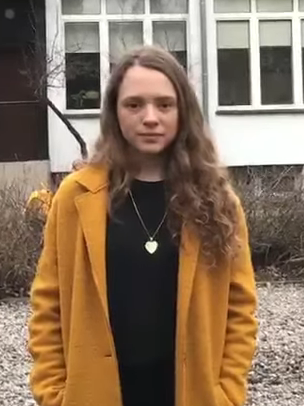
Shira Haas nel 2017

Agli Israeli Academy Awards 2018 ottiene due candidature; come miglior attrice per Broken Mirrors e come miglior attrice non protagonista in Pere Atzil, vincendo il premio per quest'ultima interpretazione. Nel 2020 ottiene successo e popolarità internazionale grazie alla miniserie di Netflix Unorthodox, dove interpreta ancora -dopo "Shtisel" -una ragazza di fede ultra-ortodossa chassidica, questa volta la protagonista assoluta, che fugge dalla comunità di Williamsburg per rifarsi una vita a Berlino. Sempre nel 2020 è protagonista del film israeliano Asia, che doveva essere presentato in anteprima al Tribeca Film Festival, prima della sua cancellazione a causa della pandemia di COVID-19.Nel 2024, ha vinto il Premio Speciale della Giuria ''Jury Special Prize'' al Monte-Carlo TV Festival. 

## Filmografia

### Cinema
- Princess, regia di Tali Shalom-Ezer (2014)
- Sognare è vivere (A Tale of Love and Darkness), regia di Natalie Portman (2015)
- La signora dello zoo di Varsavia (The Zookeeper's Wife), regia di Niki Caro (2017)
- Foxtrot - La danza del destino (Foxtrot), regia di Samuel Maoz (2017)
- Maria Maddalena (Mary Magdalene), regia di Garth Davis (2018)
- Pere Atzil, regia di Marco Carmel (2018)
- Broken Mirrors, regia di Aviad Givon e Imri Matalon (2018)
- Esau, regia di Pavel Lungin (2019)
- Asia, regia di Ruthy Pribar (2020)
- Captain America: Brave New World, regia di Julius Onah (2025)

### Televisione
- Mario – serie TV, episodio 1x01 (2015)
- Hazoref – miniserie TV, 7 episodi (2015-2016)
- Shtisel – serie TV, 30 episodi (2013-2021)
- Ikaron HaHachlafa – serie TV, 3 episodi (2016)
- Harmon – serie TV, 8 episodi (2018)
- Eretz Nehederet – serie TV, 1 episodio (2018)
- The Conductor – serie TV, 10 episodi (2018)
- Unorthodox – miniserie TV, 4 episodi (2020)
- Bodies - serie TV, 8 episodi (2023)
- Night Therpay (Tipul Leili) - serie TV, 10 episodi (2024)

### Cortometraggi
- Antilopot, regia di Ori Rom (2014)
- Lost & Found, regia di Inbal Maoz Pesenzon (2016)

## Teatro
- Opening Night, libretto e regia di Ivo van Hove, colonna sonora di Rufus Wainwright. Gielgud Theatre di Londra (2024)

## Doppiatrici italiane
Nelle versioni in italiano nelle opere in cui ha recitato, Shira Haas è stata doppiata da:
- Margherita De Risi in Unorthodox, Asia
- Emanuela Ionica in La signora dello zoo di Varsavia, Maria Maddalena
- Martina Felli in Foxtrot - La danza del destino
- Giorgia Brunori in Captain America: Brave New World

## Premi e riconoscimenti
- Golden Globe
  - 2021 - Candidatura per la migliore attrice in una miniserie o film televisivo per Unhorthodox
- Emmy Awards
  - 2020 - Candidatura per la migliore attrice in una miniserie o film televisivo per Unhorthodox
- Israeli Academy Award
  - 2014 - Candidatura per la miglior attrice per Princess
  - 2017 - Candidatura per la miglior attrice non protagonista per Foxtrot - La danza del destino
  - 2018 - Miglior attrice non protagonista per Pere Atzil
  - 2018 - Candidatura per la miglior attrice per Broken Mirrors
- Monte-Carlo TV Festival
  - 2024 - Vincitrice del premio speciale della giuria[10]